# Acalypha alchorneoides
Acalypha alchorneoides é uma espécie de flor do gênero Acalypha, pertencente à família Euphorbiaceae.